# ذا ريفايفال (مصارعة)
ذا ريفايفال أو حالياً إف تي آر
أو (بالإنجليزية FTR) هو فريق أزواج مصارعة محترفة موقع مع آي إي دبليو يتكون الفريق من داش وايلدر أو كاش ويلير حالياً وسكوت دوسون أو داكس هاروود حالياً. هم الفريق الوحيد الذي فاز ببطولة إن آكس تي للفرق أكثر من مرة واحد.

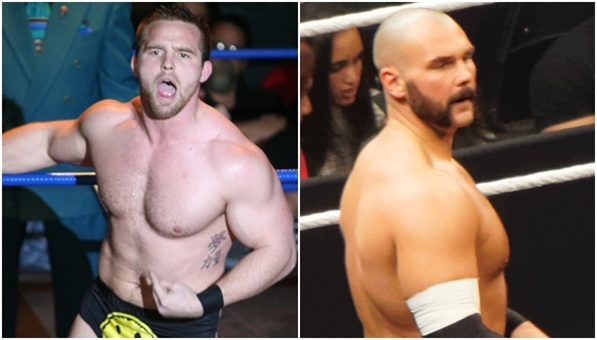
هاروود (يمين) و ويلير (يسار)

## التاريخ

### إن إكس تي (2014–2017)
في عام 2014، بعد عودته من إصابة، تعاون سكوت داوسون مع المبتدأ داش وايلدر لأول مرة حيث ادوا على نطاق واسع في الأحداث الحية تحت اسم «الميكانيكيين». ظهر الاثنان لأول مرة على التلفاز في حلقة 17 يوليو، 2014 من دبليو دبليو إي إن إكس تي، حيث خسروا أمام فريق بول ديمبسي وموجو راولي. ظهروا لاحقا للمرة الثانية على التلفاز، حيث خسروا أمام إينزو آموري وكولين كاسادي في حلقة 23 أكتوبر من إن إكس تي، لكنهم استمروا في المصارعة على نطاق واسع في أحداث حية.
الفريق تحسن حيث هزموا إنزو وكاس في حلقة يوليو 29، 2015 من برنامج إن إكس تي. في إن إكس تي تيك أوفر: احترام، تم إقصاءهم من بطولة داستي رودز الكلاسيكية للفرق من قبل الفائزين لاحقا فين بالور وساموا جو في نصف النهائيات. في أكتوبر 1، تم تغيير إسمهم من الميكانيكيين إلى داش ودوسون. في حلقة أكتوبر 21، 2015 من إن إكس تي، هجم داش ودوسون على إنزو وكاس قبل مباراتهم، وكسروا ركبة كاس، تاركينه غير قادر على القتال. داش ودوسون هزما أبطال إن إكس تي للفرق ذا فودفيلانز (أيدين إنغليش وسايمون غوتش) في مباراة ليست على البطولة. في حلقة نوفمبر 11 من إن إكس تي، هزما ذا فودفيلانز ليصبحا أبطال إن إكس تي للفرق للمرة الأولى في مسيرتهما. لاحقا، هزما داش ودوسون إنزو وكاس ليحتفظا ببطولاتهم. ابتدائا من فبراير 2016، غيرا إسمهما آلى ذا ريفايفال.
في فبراير 23، 2016، هجما داش ودوسون على إينزو آموري خارج مركز دبليو دبليو إي للتدريب. الفريق ظهرا لأول مرة على القائمة الرئيسية في عرض رودبلوك: نهاية الطريق، حيث هزما إينزو وكاس ليحتفظا بلقبهما. في أبريل 1 في تيك أوفر: دالاس، خسرا بطولاتهما ضد جيسون جوردان وتشاد جيبل. في يونيو 8 في تيك أوفر: ذا إند، هزما جوردان وجيبل ليصبحا أول فريق يربح بطولة إن إكس تي للفريق أكثر من مرة. في تيك أوفر: تورونتو، خسرا بطولاتهما ضد #دي آي واي (توماسو تشامبا وجوني جارجانو) في مباراة تثبيتان-من-ثلاثة. المباراة سميت «آفضل مباراة لعام 2016» في جميع دبليو دبليو إي. في تيك أوفر: أورلاندو، فشل الفريق بالفوز بالبطولات ضد كتاب الألم (آكام وريزار) و #دي آي واي.

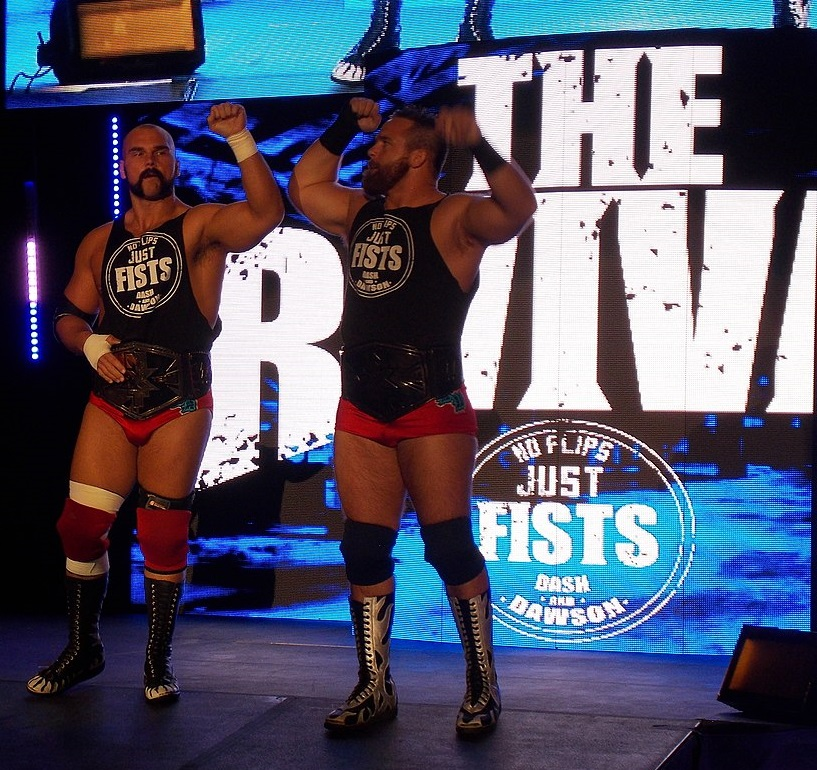
دوسون (يسار) و وايلدر (يمين) في سيبتمبر 2016

### رو (2016–2020)
في حلقة أبريل 3 من رو بعد راسلمينيا 33، ردا دوسون ووايلدر على تحدي فريق نيو داي وثما هزماهم، وهجموا عليهم بعد المباراة. في الأسبوع التالي، هزماهما مرة أخرى. في أبريل 14، وايلدر أصيب في فكه في حدث حي لإن إكس تي. عاد وايلدر بعد 8 أسابيع. في حلقة يوليو 10 من رو، هجما وايلدر ودوسون على ذا الهاردي بويز (جيف ومات هاردي) بعد مباراتهما مع لوك جالوس وكارل أندرسون. لاحقا، أصيب دوسون في عضله، ولم يعود إلا بعد 5 أشهر. الفريق عاد في حلقة ديسمبر 18 من رو، حيث فازا على هيث سلايتر وراينو. في رو 25، خسرا ضد غالوس وأندرسون، هذه كانت أول خسارة لهم على القائمة الرئيسية. بعد المباراة، تم الهجوم عليهم من قبل تريبل إتش، شون مايكلز، فين بالور، غالوس وآندرسون. قبل عرض الرويال رمبل في يناير 28، هزما غالوس وآندرسون. في راسلمينيا 34 وجريتيست رويال رامبل في جدة، المملكة العربية السعودية، شاركا في مباراة ذكرة أندريه العملاق ومباراة بنفس الاسم السابق، لكن لم يفز أي منهما بكلا المباراتين. قبل عرض سمر سلام في أغسطس 19، فشلوا بالفوز ببطولة راو للفرق ضد فريق البيه (كيرتس آكسل وبو دالاس).

## البطولات والآنجازات
- برو ريسلنغ إلوستريتيد
  - تم تصنيف دوسون بالمركز #134 في قائمة أفضل 500 مصارع لعام 2017[8]
  - تم تصنيف وايلدر بالمركز #132 في قائمة أفضل 500 مصارع لعام 2016[9]
- دبليو دبليو أي
  - بطولة إن إكس تي للفرق (مرتان)
  - جوائز إن إكس تي لنهاية السنة
    - فريق السنة لعام 2016[10]
    - أفضل مباراة السنة لعام 2016 - ضد فريق #دي آي واي (توماسو تشامبا وجوني جارجانو) في مباراة تثبيتان-من-ثلاثة في إن إكس تي تيك أوفر:تورونتو[10]

## وصلات خارجية
- داش وايلدر على تويتر.
- سكوت دوسون على تويتر.
- ذا ريفايفال على موقع IMDb (الإنجليزية)
- ذا ريفايفال على موقع قاعدة بيانات الفيلم (الإنجليزية)